# Viacom (1952—2006)

## Історія
Viacom розпочав свою діяльність як CBS Films, відділ телевізійної синдикації CBS, створений в 1952 р. і перейменований на CBS Enterprises Inc. у січні 1968 р. Цей підрозділ був зареєстрований у 1970 році як Viacom  і розпочав свою діяльність у 1971 році на тлі нових правил FCC, що забороняють телевізійним мережам володіти синдикаційними компаніями  (правила були згодом скасовані).

Оригінальний логотип Viacom використовувався з 1971 по 1976 рік

Окрім прав на передачу телевізійних серіалів CBS, Viacom також підтримував кабельні системи з 90 000 абонентів кабельних мереж, на той час найбільшими в США. У 1976 році Viacom запустила Showtime, платний кінофільм, а Warner-Amex отримав половину акцій. Компанія розпочала виробництво оригінальних програм, починаючи з кінця 1970-х і до початку 1980-х, із середніми результатами.

### Ряд придбань
Перше придбання радіостанції Viacom відбулося в 1978 році, коли компанія придбала WHNB-TV у Новій Британії, штат Коннектикут, змінивши свої позивні на WVIT. Через два роки Viacom додав мережу Sonderling Broadcasting, надавши їй радіостанції в Нью-Йорку, штат Вашингтон, Х'юстон і Сан-Франциско, і одну телевізійну станцію WAST (нині WNYT) в Олбані, штат Нью-Йорк.

Логотип Viacom з 1976 по 1989 рік.

У 1983 р. Viacom придбав KSLA в Шревпорті, штат Луїзіана, та WHEC-TV в Рочестері, штат Нью-Йорк, окремими операціями. Це відбулося в 1986 р. із власником CBS KMOX-TV у Сент-Луїсі; з покупкою листи виклику цієї станції були змінені на KMOV.
Також у 1983 р. Viacom придбав свій преміальний канал Showtime, а пізніше об'єднав його із The Movie Channel від Warner-Amex Satellite Entertainment, а пізніше сформував Showtime/The Movie Channel, Inc.
У 1985 році Viacom повністю придбала Showtime/The Movie Channel, Inc. у компанії Warner-Amex, припинивши спільне підприємство. У 1987 році Viacom придбав MTV Networks, якій належали MTV та Nickelodeon. Це призвело до того, що Viacom стала компанією засобів масової інформації, а не просто дистриб'юторською компанією.
У 1986 році власник кінотеатру National Amusements придбав контрольний пакет акцій Viacom, що привело Самнера Редстоуна до компанії. Редстоун зберіг назву Viacom і здійснив низку великих поглинань на початку 1990-х, оголосивши про плани злиття з Paramount Communications (раніше Gulf + Western), батьківщиною Paramount Pictures, у 1993 році та придбавши мережу Blockbuster Video в 1994 році. Придбання Paramount Communications в липні 1994 року зробило Viacom однією з найбільших світових розважальних компаній.
Придбання Paramount і Blockbuster дало Viacom доступ до великих телевізійних холдингів: Архів програм, контрольований компанією Аарона Спеллінга, що включав, поряд з його власними постановками, бібліотеки ABC і NBC до 1973 року в рамках Worldvision Enterprises і Republic Pictures ; і розширена група об'єктів телевізійних станцій, яка об'єднала п'ять існуючих торгових точок Viacom у групу із семи станцій Paramount. Viacom використовував деякі з цих станцій для запуску мережі UPN, яка розпочала свою діяльність у січні 1995 року як спільне підприємство з Chris-Craft Industries. Незабаром після цього Viacom/Paramount витратив наступні два роки, розпродаючи станції, що не належать до UPN, різним власникам. У 1997 році Viacom вийшов з радіомовлення, хоча і тимчасово, коли продав більшість своїх станцій компанії Chancellor Media, компанії-попередниці iHeartMedia.
У 1999 році Viacom здійснила своє найбільше придбання на сьогодні, оголосивши про плани злиття з колишньою материнською корпорацією CBS. Злиття було завершено в 2000 році, завдяки чому кабельні канали TNN (нині Paramount Network) і Country Music Television (CMT) потрапили під крило Viacom, а також виробничі підрозділи CBS та телевізійні дистриб'ютори Eyemark Entertainment (раніше Група W Productions) та King World.
У 2001 році Viacom завершив покупку Black Entertainment Television (BET). Як і TNN та CMT, вони були негайно інтегровані в мережі MTV, що викликало певний резонанс серед працівників BET у районі Вашингтона (де BET базувався до злиття). В результаті BET було відокремлено від MTV Networks.
Незважаючи на те, що більшість економічних інтересів у Viacom належали незалежним акціонерам, сім'я Редстоун підтримувала 71-відсотковий контроль над голосуванням компанії через пакети акцій Viacom від National Amusements.
У 2002 році Viacom придбав голландський музичний відеоканал TMF, який на той час транслювався в Бельгії та Нідерландах. У червні 2004 року Viacom придбав VIVA Media AG, німецький еквівалент MTV. Того ж місяця було оголошено про плани розподілити інтерес Viacom до Блокбастера пізніше того ж року за допомогою пропозиції обміну; випуск Блокбастера був завершений у жовтні.
Також у 2002 році Viacom придбала решту акцій радіомережі Infinity Broadcasting, що призвело до повернення Viacom до діючих радіостанцій після того, як вона спочатку вийшла з радіомовлення в 1997 році. У квітні 2003 року компанія Viacom придбала решту акцій власності Comedy Central у тодішньої AOL Time Warner, інтегрувавши Comedy Central у мережі MTV.

### Кабельне телебачення Viacom
З моменту свого утворення і до 1995 року компанія Viacom експлуатувала кілька систем кабельного телебачення, які, як правило, розташовувались у Дейтоні, Сан-Франциско, Нашвілі та Сіетлі. Деякі з них спочатку були незалежними системами, придбаними CBS у 1960-х. Цей підрозділ був відомий як Viacom Cablevision до початку 1990-х років, коли він був перейменований у Viacom Cable. До 1995 року у Viacom Cable було близько 1,1 мільйона абонентів. Viacom продав підрозділ TCI в 1995 році. Зараз кабельні активи Viacom є частиною Comcast.

### Розкол у 2005 році та повторне злиття у 2019 році

Логотип корпорації CBS

У березні 2005 року компанія оголосила про плани розподілу на дві публічно торгувані компанії, що перебувають у власності National Amusements через стагнацію курсу акцій. Внутрішнє суперництво між Лесом Мунвесом і Томом Фрестоном, давніми керівниками CBS і MTV Networks відповідно, і суперечка шоу "Тайм-боул" XXXVIII, що призвело до заборони MTV випускати будь-які шоу " Тайм- боул", також розглядалися як фактори. Після відходу Мела Кармазіна в 2004 році Редстоун, який працював головою та виконавчим директором, вирішив розділити кабінети президента та оперативного директора між Мунвесом та Фрестоном. Найближчим часом Редстоун мав вийти на пенсію, і розкол став би творчим рішенням щодо його заміни.
Розкол був затверджений правлінням Viacom 14 червня 2005 р. І набрав чинності 1 січня 2006 р., Фактично скасувавши злиття Viacom/CBS 1999 р. Існуюча компанія Viacom була перейменована в CBS Corporation (таким чином відновивши свою назву до злиття) і очолювалася Moonves. Він повинен був включати повільно зростаючий бізнес Viacom, а саме CBS, The CW (злиття UPN та The WB), CBS Radio (з тих пір, як продано Entercom станом на 17 листопада 2017 р.), Simon & Schuster, CBS Outdoor (раніше Viacom Outdoor), Showtime Networks, CBS Television Studios, CBS Television Distribution та CBS Studios International.
Крім того, корпорація CBS отримала Paramount Parks, які згодом продала оператору парку розваг Cedar Fair 30 червня 2006 року, та CBS College Network Network, відому сьогодні як CBS Sports Network.

Логотип відокремленого Viacom, представлений 1 січня 2006 року

Крім того, була створена відокремлена компанія Viacom, яку очолював Фрестон. До її складу входили мережі MTV, BET Networks, Paramount Pictures та домашні розважальні операції Paramount Pictures. Ці підприємства були віднесені до категорій компаній з високим зростанням.
У вересні 2006 року Редстоун звільнив Фрестона і призначив Філіппа Домана керівником Viacom.
National Amusements продовжували залишатися контрольним акціонером двох компаній, утворених після розколу.

Логотип ViacomCBS, представлений 4 грудня 2019 року

13 серпня 2019 року CBS та Viacom офіційно оголосили про свою угоду про повторне злиття; об'єднана компанія називатиметься ViacomCBS, а Боб Бакіш - президентом та генеральним директором, а Шарі Редстоун — головою нової компанії. 4 грудня 2019 року угода була завершена.

## Колишні станції, що належать Viacom
Станції розташовані в алфавітному порядку за штатом та ліцензійною спільнотою.

### Радіостанції
Примітки:
- Дві зірочки жирним шрифтом, що з’являються після викликів на станцію (**), вказують на станцію, придбану у Sonderling Broadcasting у 1980 році, яка ініціювала вступ Viacom у власність радіостанції (телебачення WAST в Олбані також було придбано за угодою про Sonderling);
- Цей список не включає станції, що належать CBS Radio та його попередникам, Westinghouse Broadcasting та Infinity Broadcasting, які були придбані Viacom шляхом її злиття з CBS у 2000 році.

| AM Станції | FM-станції |

| Місто ліцензії / ринку                               | Станція                    | Роки у власності | Поточний статус власності                                  |
| ---------------------------------------------------- | -------------------------- | ---------------- | ---------------------------------------------------------- |
| Лос-Анджелес                                         | KJOI / KXEZ / KYSR –98,7   | 1990–1997        | належить iHeartMedia                                       |
| Лос-Анджелес                                         | KQLZ / KXEZ / KIBB – 100.3 | 1993–1997        | KKLQ, що належить Фонду освітніх медіа                     |
| Район затоки Сан-Франциско                           | KDIA – 1310 **             | 1980–1993        | KMKY, що належить корпорації Akai Broadcasting Corporation |
| Район затоки Сан-Франциско                           | KDBK / KSRY-FM – 98,9      | 1990–1994        | KSOL, що належить Univision Radio                          |
| Район затоки Сан-Франциско                           | KDBQ / KYLZ / KSRI – 99.1  | 1990–1994        | KSQL, що належить Univision Radio                          |
| Денвер                                               | KHOW –630                  | 1990–1993        | належить iHeartMedia                                       |
| Денвер                                               | KHOW-FM / KSYY – 95,7      | 1990–1993        | KPTT, що належить iHeartMedia                              |
| Вашингтон, округ Колумбія - <br/> Північна Вірджинія | WMZQ / WZHF –1390          | 1984–1997        | належить Мультикультурному мовленню                        |
| Вашингтон, округ Колумбія - <br/> Північна Вірджинія | WCPT – 730                 | 1993–1997        | WTNT, що належить Metro Radio                              |
| Вашингтон, округ Колумбія - <br/> Північна Вірджинія | WMZQ-FM –98,7 **           | 1980–1997        | належить iHeartMedia                                       |
| Вашингтон, округ Колумбія - <br/> Північна Вірджинія | WCXR-FM – 105,9            | 1993–1997        | WMAL-FM, що належить Cumulus Media                         |
| Чикаго                                               | WLAK / WLIT-FM –93,9       | 1982–1997        | належить iHeartMedia                                       |
| Детройт                                              | WLTI / WDRQ –93,1          | 1988–1997        | належить Cumulus Media                                     |
| Нью-Йорк                                             | WWRL –1600 **              | 1980–1982        | належить ТОВ «NJ Broadcasting»                             |
| Нью-Йорк                                             | WKHK / WLTW –106,7 **      | 1980–1997        | належить iHeartMedia                                       |
| Нью-Йорк                                             | WAXQ –104,3                | 1996–1997        | належить iHeartMedia                                       |
| Мемфіс                                               | WDIA –1070 **              | 1980–1983        | належить iHeartMedia                                       |
| Мемфіс                                               | WRVR – 680                 | 1985–1988        | WMFS, що належить Entercom                                 |
| Мемфіс                                               | WRVR-FM –104,5             | 1981–1988        | належить Entercom                                          |
| Х'юстон                                              | KIKK –650 **               | 1980–1993        | належить Entercom                                          |
| Х'юстон                                              | KIKK-FM – 95,7 **          | 1980–1993        | KKHH, що належить Entercom                                 |
| Сіетл - Такома                                       | KBSG – 1210                | 1989–1996        | KMIA, що належить ТОВ «Бустос Медіа Холдінгз»              |
| Сіетл - Такома                                       | KBSG-FM – 97.3             | 1987–1996        | KIRO-FM, що належить компанії Bonneville International     |
| Сіетл - Такома                                       | KNDD –107,7                | 1993–1996        | належить Entercom                                          |

### Телевізійні станції
Цей список не включає інші станції, що належать Paramount Stations Group, які були придбані Viacom через придбання Paramount Pictures в 1994 році, а також жодну іншу станцію, придбану Viacom/Paramount після придбання Paramount і до її злиття з CBS у 2000 році.
| Місто ліцензії / ринку                | Станція     | Канал Телевізор (РФ) | Роки у власності | Поточний статус власності                   |
| ------------------------------------- | ----------- | -------------------- | ---------------- | ------------------------------------------- |
| Нова Британія - Хартфорд - Нью-Хейвен | WVIT        | 30 (35)              | 1978–1997        | NBC належить і управляється (O&O)           |
| Шривпорт - Тексаркана                 | KSLA-TV     | 12 (17)              | 1983–1995        | Філія CBS, що належить Gray Television      |
| Сент-Луїс                             | КМОВ        | 4 (24)               | 1986–1997        | Філія CBS, що належить корпорації Meredith  |
| Олбані - Шенектаді - Троя             | WAST / WNYT | 13 (12)              | 1980–1996        | Філія NBC, що належить Hubbard Broadcasting |
| Рочестер, Нью-Йорк                    | WHEC-TV     | 10 (10)              | 1983–1996        | Філія NBC, що належить Hubbard Broadcasting |